# Les Gémeaux (salle)
Pour le studio d'animation, voir Les Gémeaux.
Résidence
Les Gémeaux est une salle de spectacles et un centre culturel de Sceaux dans les Hauts-de-Seine. Classé Scène nationale depuis 1994, la programmation est consacrée aux spectacles vivants.

## Présentation
Le centre d'action culturel Les Gémeaux, est une structure commune à sa création, dans les années 1960, aux communes de Bourg-la-Reine et Sceaux, rejointes en 1979 par celle de Fontenay-aux-Roses . Le bâtiment construit à la même époque pour l'abriter, à Sceaux dans le quartier des Blagis, accueille parmi les manifestations culturelles qui y sont organisées, à partir de 1979, les sept premières éditions du Festival international de films de femmes, avant que le festival déménage à Créteil en 1985. Plus tard, il est démoli pour être, sur le même site, remplacé par un nouvel édifice selon les plans des architectes Jean Perrottet et Valentin Fabre ; il est inauguré en 1994, offrant au public une grande salle de 450 à 500 places consacrée aux évènements théâtraux, chorégraphiques et musicaux de la saison. Celle-ci est adjointe d'une petite salle de 179 places et d'un club de jazz appelé Sceaux What de 150 places. 
La direction et la programmation des Gémeaux est assurée par Françoise Letellier de 1985 à 2021. En février 2021, Séverine Bouisset lui succède.

## Manifestations
En plus de sa programmation des arts vivants, comprenant environ 30 spectacles Les Gémeaux organise chaque année les Rendez-vous chorégraphiques de Sceaux consacrés à la danse contemporaine. À ce titre, les Gémeaux accueille depuis plusieurs années des chorégraphes en résidence, comme Yvann Alexandre, Joëlle Bouvier ou Abou Lagraa.